# Olympische Sommerspiele 1960/Kanu – Einer-Canadier 1000 m (Männer)
Der Wettkampf im Einer-Canadier über 1000 Meter bei den Olympischen Sommerspielen 1960 wurde zwischen dem 26. und 29. August ausgetragen.
Der Wettkampf bestand aus zwei Vorläufen, bei denen jeweils die drei schnellsten Teilnehmer das Halbfinale erreichten. Die anderen Athleten hatten aufgeteilt auf drei Hoffnungsläufe die Chance, sich ebenfalls für die Halbfinals zu qualifizieren. Auch hier kamen die drei Erstplatzierten weiter. Die drei Erstplatzierten der drei Halbfinals kamen dann in den Endlauf, in dem sich der Ungar János Parti zum Olympiasieger krönte.
Von den insgesamt 15 qualifizierten Teilnehmern traten zu den Vorläufen nur 13 an.

## Ergebnisse

### Vorläufe

#### Lauf 1
| Rang | Athlet            | Nation             | Zeit        |
| ---- | ----------------- | ------------------ | ----------- |
| 1    | Alexander Silajew | Sowjetunion        | 4:41,81 min |
| 2    | Bogdan Iwanow     | Bulgarien          | 4:47,65 min |
| 3    | Erik Christensen  | Dänemark           | 4:50,71 min |
| 4    | Olavi Ojanperä    | Finnland           | 4:54,37 min |
| 5    | Danilo Tognon     | Italien            | 4:56,58 min |
| 6    | Adrian Powell     | Australien         | 5:00,54 min |
| 7    | Frank Havens      | Vereinigte Staaten | 5:19,40 min |

#### Lauf 2
| Rang | Athlet          | Nation           | Zeit        |
| ---- | --------------- | ---------------- | ----------- |
| 1    | János Parti     | Ungarn           | 4:36,80 min |
| 2    | Ove Emanuelsson | Schweden         | 4:36,92 min |
| 3    | Tibor Polakovič | Tschechoslowakei | 4:38,25 min |
| 4    | Leon Rotman     | Rumänien         | 4:39,36 min |
| 5    | Detlef Lewe     | Deutschland      | 4:43,07 min |
| 6    | Donald Stringer | Kanada           | 4:44,55 min |
| —    | Kurt Liebhart   | Österreich       | DNS         |
| —    | Michel Picard   | Frankreich       | DNS         |

### Hoffnungsläufe

#### Lauf 1
| Rang | Athlet         | Nation      | Zeit        |
| ---- | -------------- | ----------- | ----------- |
| 1    | Detlef Lewe    | Deutschland | 4:46,99 min |
| 2    | Adrian Powell  | Australien  | 4:55,24 min |
| 3    | Olavi Ojanperä | Finnland    | 5:00,92 min |

#### Lauf 2
| Rang | Athlet          | Nation             | Zeit        |
| ---- | --------------- | ------------------ | ----------- |
| 1    | Donald Stringer | Kanada             | 4:44,36 min |
| 2    | Leon Rotman     | Rumänien           | 5:03,98 min |
| 3    | Danilo Tognon   | Italien            | 5:06,86 min |
| 4    | Frank Havens    | Vereinigte Staaten | 5:13,34 min |

### Halbfinals

#### Lauf 1
| Rang | Athlet            | Nation           | Zeit        |
| ---- | ----------------- | ---------------- | ----------- |
| 1    | Alexander Silajew | Sowjetunion      | 4:36,89 min |
| 2    | Tibor Polakovič   | Tschechoslowakei | 4:37,94 min |
| 3    | Donald Stringer   | Kanada           | 4:41,35 min |
| 4    | Olavi Ojanperä    | Finnland         | 5:00,88 min |

#### Lauf 2
| Rang | Athlet           | Nation     | Zeit        |
| ---- | ---------------- | ---------- | ----------- |
| 1    | János Parti      | Ungarn     | 4:40,50 min |
| 2    | Leon Rotman      | Rumänien   | 4:43,66 min |
| 3    | Erik Christensen | Dänemark   | 4:48,18 min |
| 4    | Adrian Powell    | Australien | 4:59,81 min |

#### Lauf 3
| Rang | Athlet          | Nation      | Zeit        |
| ---- | --------------- | ----------- | ----------- |
| 1    | Ove Emanuelsson | Schweden    | 4:44,68 min |
| 2    | Bogdan Iwanow   | Bulgarien   | 4:44,93 min |
| 3    | Detlef Lewe     | Deutschland | 4:47,06 min |
| 4    | Danilo Tognon   | Italien     | 5:04,82 min |

### Finale
| Rang | Athlet            | Nation           | Zeit        |
| ---- | ----------------- | ---------------- | ----------- |
| 1    | János Parti       | Ungarn           | 4:33,03 min |
| 2    | Alexander Silajew | Sowjetunion      | 4:34,41 min |
| 3    | Leon Rotman       | Rumänien         | 4:35,87 min |
| 4    | Ove Emanuelsson   | Schweden         | 4:36,46 min |
| 5    | Tibor Polakovič   | Tschechoslowakei | 4:39,72 min |
| 6    | Detlef Lewe       | Deutschland      | 4:39,72 min |
| 7    | Donald Stringer   | Kanada           | 4:40,65 min |
| 8    | Bogdan Iwanow     | Bulgarien        | 4:42,52 min |
| 9    | Erik Christensen  | Dänemark         | 4:49,63 min |

## Weblink
- Ergebnisse